# سنزو میوا
سنزو میوا (انگلیسی: Senzo Meyiwa؛ ۲۴ سپتامبر ۱۹۸۷ – ۲۶ اکتبر ۲۰۱۴) یک بازیکن فوتبال اهل آفریقای جنوبی بود. وی همچنین در تیم ملی فوتبال آفریقای جنوبی بازی کرده است.
او در اکتبر ۲۰۱۴ به دست سارقان مسلح و ضرب گلوله کشته شد. حادثه در محله وسلوروس، واقع در جنوب ژوهانسبورگ، در منزل دوستش میوا روی داد.